# 刘云天
刘云天（1983年8月28日—），本名刘毅，中国相声演员，2004年毕业于中国戏曲学院表演系本科，同年加入德云社。刘先师从孟凡贵学习相声，后拜郭德纲学习西河大鼓
。曾常与原同社相声演员曹云金搭档演出。